# Port lotniczy Boosaaso
Międzynarodowy port lotniczy Boosaaso (kod IATA: BSA, kod ICAO: HCMF) – międzynarodowe lotnisko na obrzeżach miasta Boosaaso.

## Linie lotnicze i połączenia
| Linia Lotnicza          | Kierunek                                   |
| ----------------------- | ------------------------------------------ |
| African Express Airways | 1. Mogadiszu 2. Nairobi                    |
| Air Djibouti            | 1. Dżibuti                                 |
| Daallo Airlines         | 1. Dubaj 2. Mogadiszu                      |
| Ethiopian Airlines      | 1. Addis Abeba                             |
| Jubba Airways           | 1. Dubaj 2. Garoe 3. Hargejsa 4. Mogadiszu |